# Lena Söderqvist
Lena Margareta Söderqvist née Wahlqvist le 21 août 1967 à Motala en Suède est une triathlète professionnelle, triple championne de Suède de triathlon (1997, 1998 et 2002) et vainqueur sur compétition Ironman.

## Palmarès
Le tableau présente les résultats les plus significatifs (podium) obtenus sur le circuit national et international de triathlon depuis 1997,,.
| Année | Compétition                                        | Pays             | Position           | Temps            |
| ----- | -------------------------------------------------- | ---------------- | ------------------ | ---------------- |
| 2002  | Championnats de Suède de triathlon                 | Suède            | Médaille d'or      | Timing           |
| 2001  | Ironman Lanzarote                                  | Espagne          | Médaille d'argent  | 10 h 44 min 47 s |
| 2001  | Championnat du monde longue distance               | Danemark         | Médaille d'argent  | 9 h 29 min 32 s  |
| 2001  | Fredericia Triathlon                               | Danemark         | Médaille d'argent  | 9 h 29 min 32 s  |
| 2001  | Ironman Nouvelle-Zélande                           | Nouvelle-Zélande | Médaille de bronze | 10 h 44 min 47 s |
| 2000  | Ironman Lanzarote                                  | Espagne          | Médaille d'or      | 10 h 15 min 19 s |
| 1999  | Ironman Lanzarote                                  | Espagne          | Médaille d'or      | 8 h 42 min 33 s  |
| 1998  | Championnat du monde longue distance               | Japon            | Médaille d'argent  | 10 h 43 min 4 s  |
| 1998  | Championnats de Suède de triathlon                 | Suède            | Médaille d'or      | Timing           |
| 1998  | Championnats de Suède de triathlon longue distance | Suède            | Médaille d'or      | Timing           |
| 1997  | Championnats de Suède de triathlon                 | Suède            | Médaille d'or      | Timing           |